# Бокгорст
Бокгорст (нім. Bockhorst) — громада в Німеччині, розташована в землі Нижня Саксонія. Входить до складу району Емсланд. Складова частина об'єднання громад Нордгюммлінг.
Площа — 18,19 км2. Населення становить 979 ос. (станом на 31 грудня 2021).